# Elektreetluidspreker
Een elektreetluidspreker is een  elektrostatische luidspreker waarbij de benodigde voorspanning in het materiaal tijdens fabricage aangebracht is.  
Deze nieuwe vorm van elektrostatische luidsprekers en hoofdtelefoons vormen de elektreetsystemen, waarbij gebruik wordt gemaakt van een isolerende kunststoffolie die door een formeerbehandeling elektrisch is geladen en deze lading jaren vrijwel onverzwakt kan bewaren. Een dergelijke luidspreker kan werken zonder de hoge polarisatiegelijkspanning die voor de normale elektrostatische luidspreker nodig is.